# Гарченко Григорій Миколайович
Григо́рій Миколайович Гарче́нко (*30 січня 1949, Багате) — український поет-сатирик.
Народився 30 січня 1949 р. в с. Багате Новомосковського району Дніпропетровської області.
Закінчив Дніпропетровське культурно-освітнє училище та Літературний інститут ім. О.М.Горького. Член Національної спілки письменників України (з 1992 р.) і Національної спілки журналістів України (з 1996 р.).
Автор книжок «Доля з громом» (з В. Тищенком), «Сльоза бюрократа», «Йог і смог», «Заходь у гості», «Успіх усміху, усміх успіху».
Лауреат літературної премії НСПУ «Літературна скарбниця»
Лауреат літературної премії імені І. Сокульського.
Лауреат літературної премії імені Леоніда Глібова (2007).